# Aniulus orientalis
Aniulus orientalis är en mångfotingart som beskrevs av Ottis Robert Causey 1952. Aniulus orientalis ingår i släktet Aniulus och familjen Parajulidae. Inga underarter finns listade i Catalogue of Life.